# Dylan McKay
Dylan McKay – postać fikcyjna, jeden z głównych bohaterów serialu Beverly Hills, 90210 (1990–2000), grany przez aktora Luke’a Perry’ego.
Dylan urodził się w październiku 1974 roku w Kalifornii. Dylan początkowo był samotnikiem, o którym mówiono, że sprawia problemy i „wykręca różne numery”. Wszyscy w szkole go znali, chodziły plotki, że ma dziecko w Paryżu. Ludzie często oceniali go bardzo pochopnie i powierzchownie, dlatego że miał drogi samochód (czarne Porsche), a jego ojciec (Jack) dopuszczał się przestępstw finansowych. Dylan wychowywał się bez matki (Irys), która zostawiła go gdy miał pięć lat.
Poznajemy Dylana gdy w pracowni komputerowej staje po stronie pierwszoklasisty, Scotta, któremu dokuczają dwaj starsi chłopcy. Dylan robi wtedy wielkie wrażenie na Brandonie, ten postanawia się z nim zaprzyjaźnić i zagaduje do niego na przerwie. Dylan zabiera Brandona na przejażdżkę, na plażę i tam razem ze znajomymi uczą go surfować. Z czasem dowiadujemy się o licznych problemach Dylana, o jego samotności, braku zainteresowania ze strony rodziców, pociągu do alkoholu.
Dylan spotykał się z siostrą Brandona, Brendą. Nie był to łatwy związek, na początku główną przeszkodą był ojciec dziewczyny, który zabraniał jej jakichkolwiek kontaktów z chłopakiem (jego uprzedzenia wynikały z problemów prawnych ojca Dylana). Brenda pomagała mu w wielu trudnych chwilach (np. pójście do więzienia jego ojca), a także w walce z alkoholizmem.
Podczas letnich wakacji, kiedy Jim (ojciec Brendy) zmusił Dylana by ten namówił Brendę na wyjazd do Paryża, chłopak zaczął spotykać się z przyjaciółką Brendy, Kelly. Ta podobała mu się już wcześniej, zanim zaczął związek z Brendą. Kelly często go podrywała, a później gdy Dylan umawiał się z Brendą próbowała namówić go na randkę.
Po wakacjach Dylan jednak wrócił do Brendy czym zasmucił i zranił Kelly, która jest w nim zakochana. W końcu jednak po długiej i zaciętej rywalizacji Kelly z Brendą, wybrał blondynkę.
Relacje Dylana z ojcem przez cały czas trwania serialu były bardzo trudne, na początku Jack z synem w ogóle nie mogli się porozumieć, później podczas pobytu w więzieniu trochę się do siebie zbliżyli, by po wcześniejszym wyjściu Jacka pogodzić się i zacząć wszystko od nowa. Niestety nie na długo, gdyż Jack zginął w samochodzie, w którym podłożona była bomba. Cała sytuacja była jeszcze bardziej tragiczna dla chłopaka, ponieważ to on miał wsiąść do auta, gdy zadzwoniła Kelly i jego ojciec postanowił przeparkować samochód zamiast niego.
Kolejnym problemem chłopaka była „przyszywana rodzina” Suzanne, Erica i Kevin, którzy oszukali go i wyłudzili 8 milionów dolarów. Dylan stracił wtedy pieniądze, a także dziewczynę, którą kochał, Kelly. Ta zaczęła spotykać się z jego najlepszym przyjacielem, Brandonem. Niepowodzenia te sprawiły, że najprzystojniejszy z bohaterów zaczął sięgać po narkotyki. Spowodowało to poważny wypadek drogowy z jego udziałem w wyniku którego Dylan znalazł się w śpiączce. Po wyjściu ze szpitala rozpoczął leczenie od uzależnień. W tym czasie spotykał się z bohaterką, która doszła do serialu za Brendę, Valerie Malone.
W 6 sezonie Dylan poślubił Antonię, córkę mordercy swego ojca, na którym chciał się zemścić jednak zakochał się. Dzień po ślubie żona Dylana zostaje zastrzelona w wyniku pomyłki gdyż to on miał zginąć. Mordercami są ludzie wynajęci przez ojca dziewczyny .Po pogrzebie pożegnawszy się z Brandonem odjeżdża w nieznane na motocyklu.
Dylan to postać, która miała najwięcej niepowodzeń, rozczarowań i problemów w życiu, mimo tego na koniec wyszedł na prostą. Ostatni odcinek wskazywał na to, że Dylan znów zejdzie się z Kelly i wreszcie będzie szczęśliwy.
W 90210, spin off-ie serialu, dowiadujemy się, że Dylan ma z Kelly 4 letniego (w 2008 roku) synka, Sammy’ego.